# Veliferidae
Veliferidae es una pequeña familia de peces que se encuentra en el Océano Índico y Pacífico. A diferencia de otros lampriformes, viven en aguas costeras poco profundas, de menos de 100 metros (330 pies) de profundidad. También son mucho más pequeños que sus familiares, llegando a medir cerca de 30 centímetros (12 pulgadas) de longitud.

## Especies
Se reconocen dos especies:
- Metavelifer multiradiatus (Regan, 1907).
- Velifer hypselopterus (Bleeker, 1879).